# ادلینگتون، چشر
ادلینگتون (به انگلیسی: Adlington) یک روستا و محله مدنی در بریتانیا است که در چشر شرقی واقع شده‌است. ادلینگتون ۱٬۰۸۱ نفر جمعیت دارد.